# Otto Wernicke
Otto Karl Robert Wernicke (* 30. September 1893 in Osterode am Harz; † 7. November 1965 in München) war ein deutscher Schauspieler.

## Leben
Der Sohn eines Brauereidirektors nahm nach einer Buchhändlerlehre Schauspielunterricht und spielte von 1909 bis 1913 in Erfurt und 1913/1914 in Eisenach. Nach der Teilnahme am Ersten Weltkrieg am Stadttheater in Bonn tätig, spielte er von 1921 bis 1937 am Bayerischen Staatsschauspiel in München, von 1934 bis 1941 außerdem am Deutschen Theater und von 1941 bis 1944 unter Gustaf Gründgens am Staatstheater Berlin. Ab 1945 trat er wieder am Bayerischen Staatsschauspiel in München auf. Obgleich auch in tragischen Rollen erfolgreich, galt Wernicke als humoristischer, volksverbundener Schauspieler.
Besonders bekannt wurde er mit der Rolle des Kommissar Lohmann in Fritz Langs Filmen M (1931) und Das Testament des Dr. Mabuse (1933). Er kreierte als erster einen pragmatisch-rationalen Kriminalkommissar, der sich vom intellektuell überlegenen Gentleman-Detektiv der Stummfilmzeit unterscheidet.
Mit einer Jüdin verheiratet, konnte Wernicke nur mit einer Sondergenehmigung der Reichskulturkammer auch während der Zeit des Nationalsozialismus arbeiten, erhielt aber 1939 die volle Mitgliedschaft in der Reichstheaterkammer. In der Endphase des Zweiten Weltkriegs nahm ihn Joseph Goebbels im August 1944 in die Gottbegnadeten-Liste der Schauspieler auf, die er für seine Propagandafilme brauchte, was für Wernicke die Freistellung von einem Kriegseinsatz, auch an der Heimatfront, bedeutete.
Nach dem Krieg arbeitete Wernicke weiterhin als Schauspieler in Theater und Film. Ein einziges Mal führte er (zusammen mit Max Dieckhout) 1950 auch Regie in dem Film Wer fuhr den grauen Ford?, in dem er ebenfalls den ermittelnden Kommissar spielt.
Wernicke erlitt im April 1951 einen schweren Bühnenunfall, infolge von Lähmungserscheinungen und einem Verlust des Sprachvermögens konnte er über längere Zeit seinen Beruf nicht mehr voll ausüben. Erst ab 1955 trat er wieder in kleineren Filmrollen und auch in Hörspielen auf. Außerdem arbeitete er als Gastdozent an der Otto-Falckenberg-Schule in München, einer Theaterschule.
Otto Wernicke starb im Alter von 72 Jahren und wurde auf dem Nordfriedhof in München beigesetzt. Das Grab ist nicht erhalten.
Seine Tochter Annemarie Wernicke wurde ebenfalls Schauspielerin.

## Synchronisation
Als Synchronsprecher lieh er seine Stimme u. a. Lionel Barrymore (Seemannslos), Alan Hale senior (Die Abenteuer des Robin Hood), Raymond Massey (Hemmungslose Liebe; erste Synchronfassung), Claude Rains (Die große Leidenschaft) und Charles Vanel (Sprung in die Wolken).

## Filmografie (Auswahl)
- 1922: Mysterien eines Frisiersalons
- 1924: Mädchen, die man nicht heiratet
- 1925: Das Parfüm der Mrs. Worrington
- 1931: M
- 1931: Die nackte Wahrheit
- 1931: Stürme der Leidenschaft
- 1932: Peter Voß, der Millionendieb
- 1932: Die verkaufte Braut
- 1932: Nacht der Versuchung
- 1932: Die Zwei vom Südexpreß
- 1933: Die blonde Christl
- 1933: S.A. Mann Brand
- 1933: Das Testament des Dr. Mabuse
- 1933: Der Tunnel
- 1934: Achtung! Wer kennt diese Frau?
- 1934: Der Flüchtling aus Chicago
- 1934: Der Herr der Welt
- 1934: Liebe dumme Mama
- 1934: Peer Gynt
- 1934: Zwischen Himmel und Erde
- 1934: Die vertauschte Braut
- 1935: Ein ganzer Kerl
- 1935: Henker, Frauen und Soldaten
- 1935: Knock out
- 1935: Der mutige Seefahrer
- 1936: Arzt aus Leidenschaft
- 1936: Die lustigen Weiber
- 1936: Onkel Bräsig
- 1936: Das Schloß in Flandern
- 1936: Straßenmusik
- 1937: Autobus S
- 1937: Gleisdreieck
- 1937: Das große Abenteuer
- 1937: Manege
- 1937: Stimme des Blutes
- 1937: Wie der Hase läuft
- 1937: Wie einst im Mai
- 1937: Unternehmen Michael
- 1937/53: Starke Herzen
- 1938: Dreizehn Mann und eine Kanone
- 1938: Eine Frau kommt in die Tropen
- 1938: Geheimzeichen LB 17
- 1937: Der Katzensteg
- 1938: Liebesbriefe aus dem Engadin
- 1938: Nordlicht
- 1938: Rätsel um Beate
- 1938: Silvesternacht am Alexanderplatz
- 1939: Drei wunderschöne Tage
- 1939: D III 88
- 1939: Gold in New Frisco
- 1939: Johannisfeuer
- 1939: Maria Ilona
- 1939: Der Stammbaum des Dr. Pistorius
- 1940: Was wird hier gespielt?
- 1940/42: Der große König
- 1941: Ohm Krüger
- 1941: Friedemann Bach
- 1941: Heimkehr
- 1941: Die Kellnerin Anna
- 1941: Sein Sohn
- 1942: Der Seniorchef
- 1943: Titanic
- 1943/45: Kolberg
- 1944: Das Leben ruft
- 1944: Seinerzeit zu meiner Zeit
- 1944: Der große Preis
- 1945: Kamerad Hedwig
- 1945: Der Fall Molander
- 1947: Zwischen gestern und morgen
- 1948: Lang ist der Weg
- 1948: Der Herr vom andern Stern
- 1949: Amico
- 1949: Du bist nicht allein
- 1950: Die fidele Tankstelle
- 1950: Vom Teufel gejagt
- 1950: Wer fuhr den grauen Ford? (auch Regie)
- 1951: Schatten über Neapel
- 1955: Himmel ohne Sterne
- 1956: Die letzte Patrouille?
- 1956: Der Hauptmann von Köpenick
- 1956: Das Sonntagskind
- 1956: Studentin Helene Willfüer
- 1959: Die feuerrote Baronesse
- 1959: Liebe auf krummen Beinen
- 1959: Immer die Mädchen